# Lockheed XP-49
Lockheed XP-49 (định danh công ty: Model 522) là một dự án cải tiến P-38 Lightning thành máy bay tiêm kích cho Quân đoàn Không quân Lục quân Hoa Kỳ.

## Tính năng kỹ chiến thuật (XP-49)
Đặc điểm tổng quát
- Kíp lái: 1
- Chiều dài: 40 ft 1 in (12,2 m)
- Sải cánh: 52 ft (15,8 m)
- Chiều cao: 9 ft 10 in (3 m)
- Diện tích cánh: 327,5 ft² (30 m²)
- Trọng lượng rỗng: 15.410 lb (6990 kg)
- Trọng lượng có tải: 18.750 lb (8505 kg)
- Động cơ: 2 × Continental XI-1430-1, 1.600 hp (1.193 kW)  mỗi chiếc

 Hiệu suất bay 
- Vận tốc cực đại: 406 mph (653 km/h) 15.000 ft (4.570 m)
- Tầm bay: 679 mi (1.093 km)
- Vận tốc lên cao: 3.300 ft/phút (16,8 m/s)

Trang bị vũ khí

- 2 × pháo 20 mm (.79 in)
- 4 × súng máy 0.5 in (12,7 mm)